# Лановецкий сельский совет
Лановецкий сельский совет (укр. Лановецька сільська рада) — входит в состав
Борщёвского района
Тернопольской области
Украины.
Административный центр сельского совета находится в 
с. Лановцы.

## Населённые пункты совета
- с. Лановцы
- с. Козаччина
- с. Тулин